# IV Krajowy Konkurs Samolotów Turystycznych
IV Krajowy Konkurs Samolotów Turystycznych – zawody lotnicze rozegrane w Polsce w dniach 25 września–1 października 1931 roku w Warszawie.

## Informacje ogólne

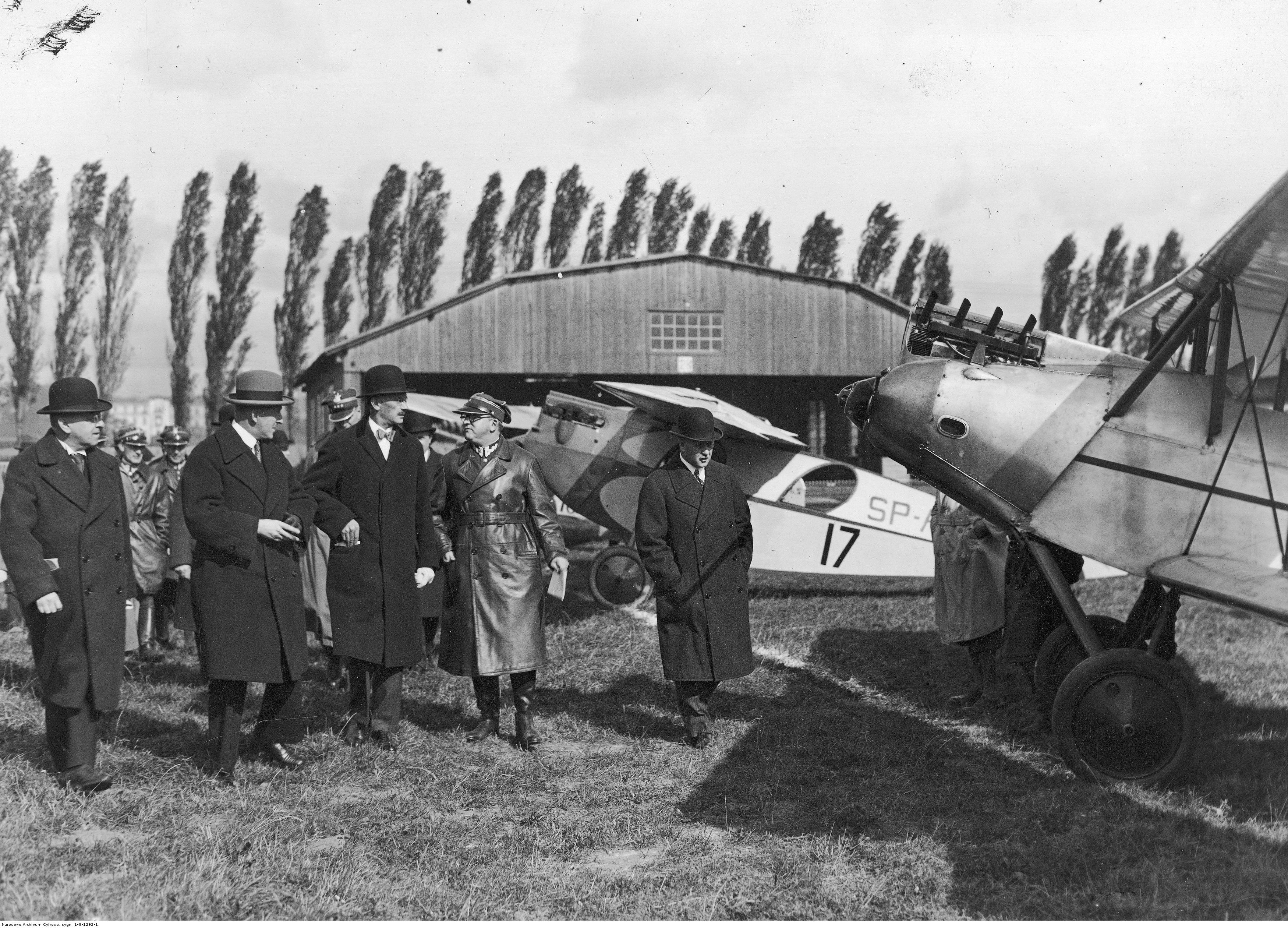
Otwarcie zawodów.

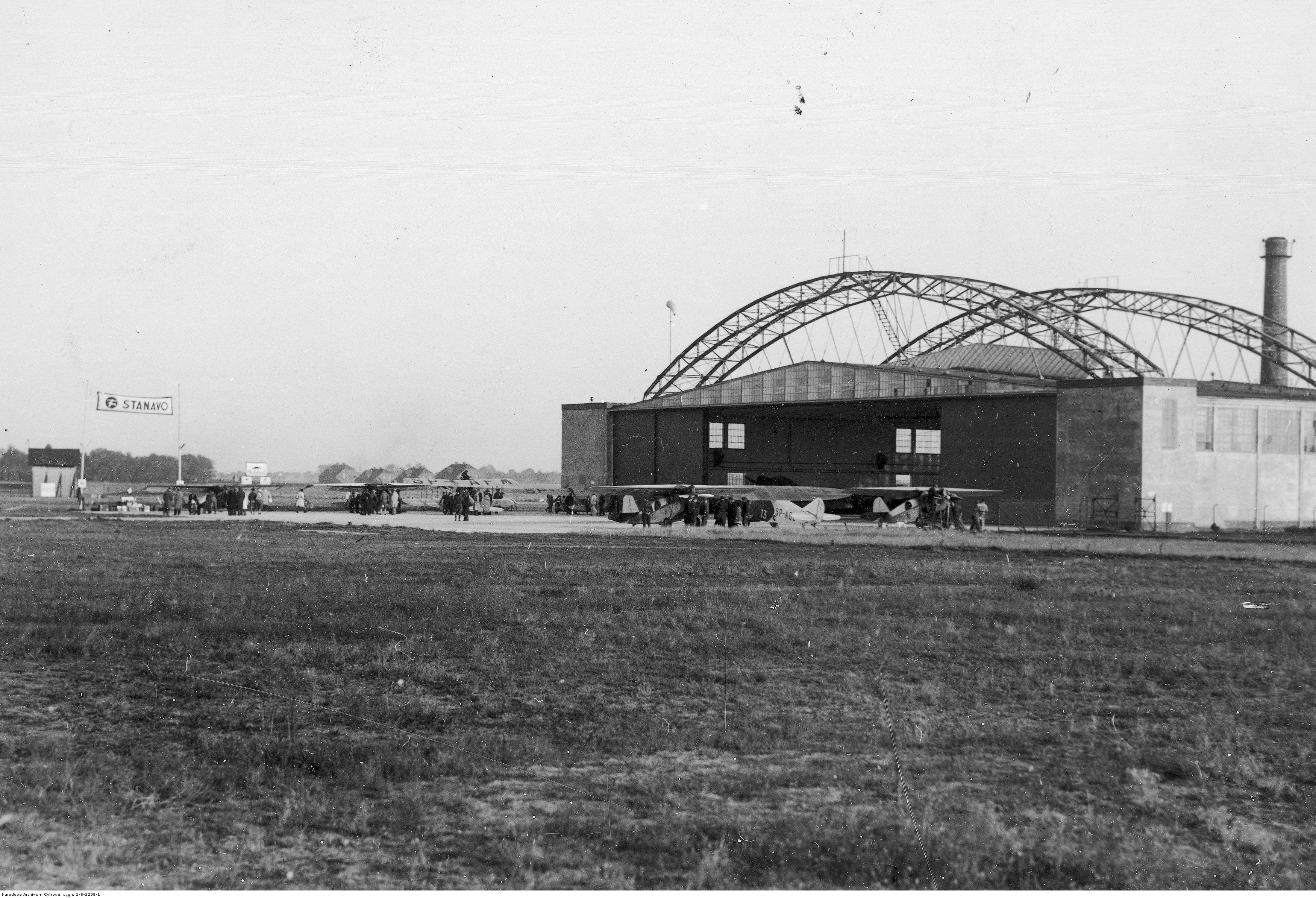
Samoloty na lotnisku w Poznaniu.

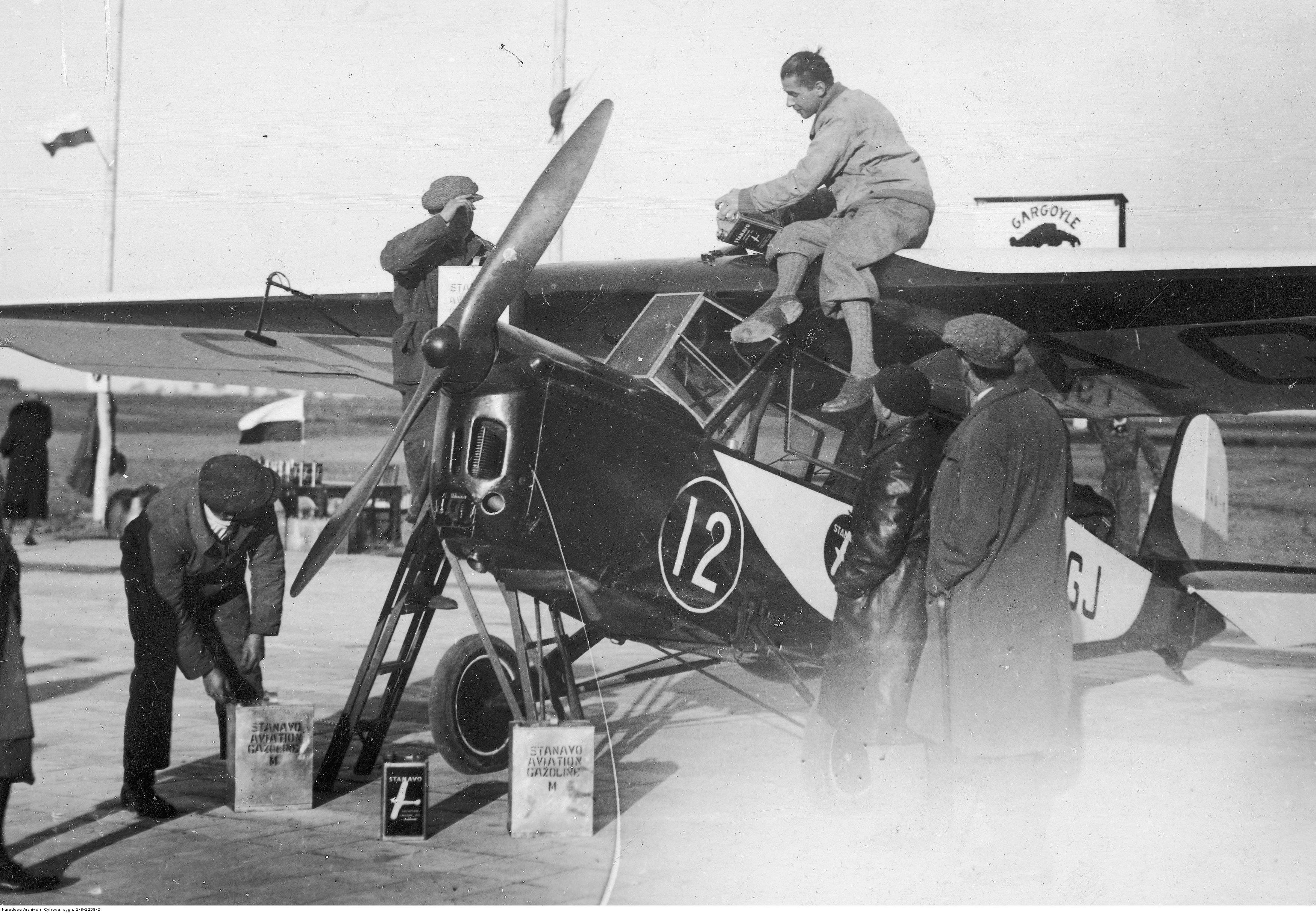
Zwycięski samolot RWD-5 SP-AGJ podczas tankowania.

IV Krajowy Konkurs Samolotów Turystycznych był czwartymi zawodami z serii konkursów samolotów lekkich polskiej konstrukcji, organizowanych w okresie międzywojennym, wcześniej noszących nazwę Krajowych Konkursów Awionetek (I Konkurs w 1927 roku, II Konkurs w 1928 roku i III Konkurs w 1930 roku). Łączyły one elementy zawodów lotniczych ze sprawdzianami poziomu konstrukcji samolotów, skonstruowanych w Polsce. Zawody organizował Zarząd Główny Ligi Obrony Powietrznej i Przeciwgazowej.

## Wyniki
| Miejsce | Samolot  | Pilot (załoga)                       | Numer rej.           | Uwagi |
| 1.      | RWD-5    | Franciszek Żwirko i Stanisław Wigura | SP-AGJ               | [ 2 ] |
| 2.      | RWD-4    | K. Chorzewski                        | SP-AEY               | [ 1 ] |
| 3.      | RWD-2    | Stanisław Rogalski                   | ?                    | [ 3 ] |
| 4.      | RWD-4    | L. Satel                             | SP-AFC               | [ 1 ] |
| 5.      | RWD-4    | R. Hirszbandt                        | SP-AEL               | [ 1 ] |
| 6.      | RWD-7    | Jerzy Drzewiecki                     | SP-AGH               | [ 4 ] |
| 7.      | LKL-2    | J. Żuromski                          | SP-ADE (nr konk. 13) | [ 5 ] |
| 8.      | PZL.5    | S. Czyżewski                         | ?                    | [ 6 ] |
| 9.      | RWD-4    | S. Hołodyński                        | SP-AEK               | [ 1 ] |
| 10.     | PZL.5    | E. Kowalczyk                         | ?                    | [ 6 ] |
| 11.     | MN-5 (?) | B. Zakrzewski i W. Snacki            | SP-AEH               | [ 7 ] |

Nie ukończyli konkursu:
- PWS-50 (SP-ADB), pil. K. Stefaniuk (awaria silnika)[8]
- RWD-4 (SP-ADM), pil. A. Korbel - wycofany z zawodów[1]
- PZL.5, pil. W. Chałupnik[6]
- PZL.5, pil. K. Piotrowski[6]

W konkursie wzięły udział ponadto trzy dalsze RWD-2 oraz Moryson II Ostrovia II i Sido S-1.
Kolejny konkurs rozegrano w 1933 roku, pod nazwą zmienioną na V Krajowy Lotniczy Konkurs Turystyczny.